# تپه قلعه کهنه نافچ

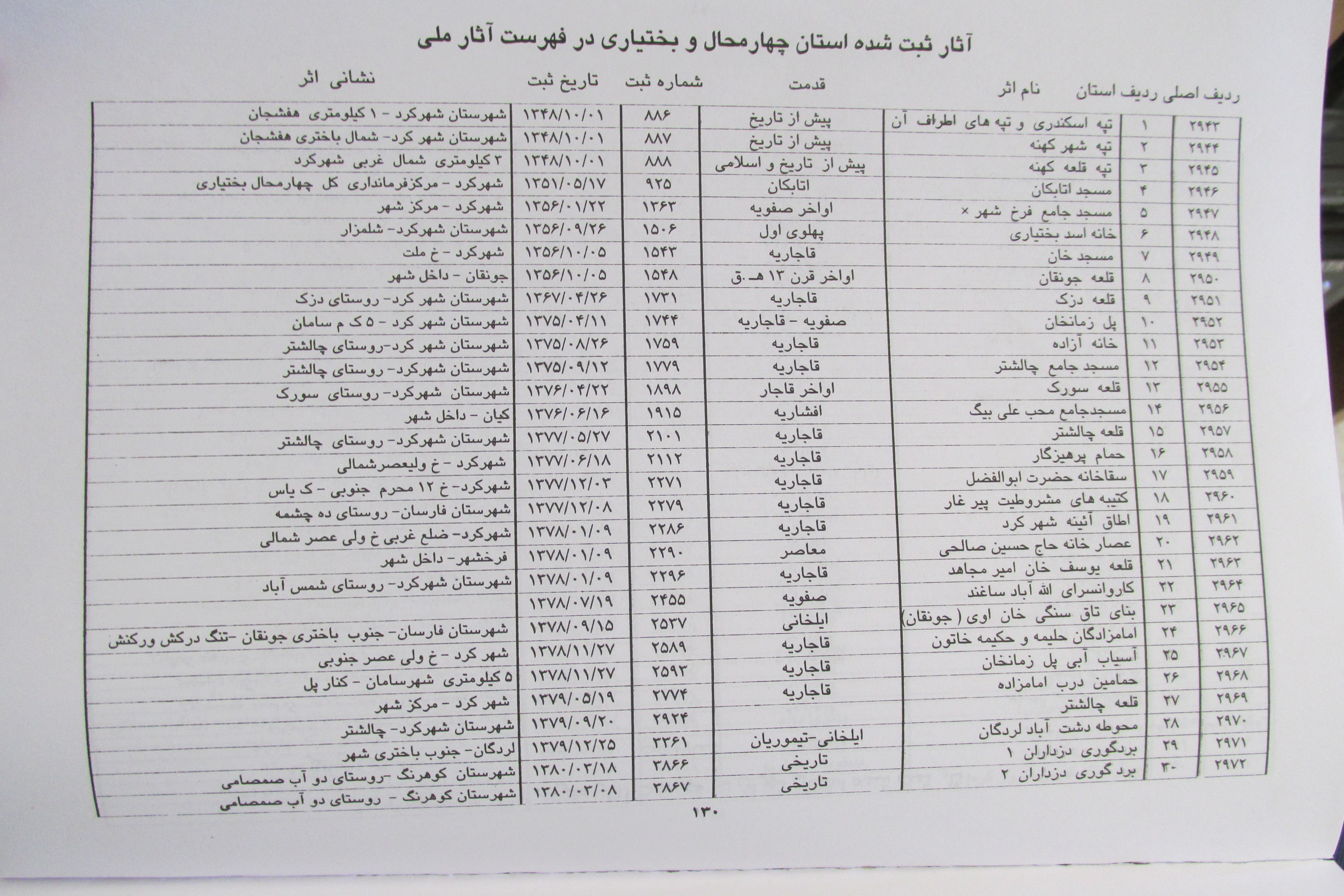
صفحه ۱ از فهرست آثار ملی استان چهارمحال و بختیاری، برگرفته از کتاب (آثار ثبت شده ایران در فهرست آثار ملی) چاپ ۱۳۸۵

تپه قلعه کهنه، مربوط به دوران پیش از تاریخ است و در شهرستان شهرکرد، شهر نافچ واقع شده است. این اثر در تاریخ ۱ دی ۱۳۴۸ با شمارهٔ ثبت ۸۸۸ به‌عنوان یکی از آثار ملی ایران به ثبت رسیده است.